# سفارة اليابان في جيبوتي
سفارة اليابان في جيبوتي هي أرفع تمثيل دبلوماسي لدولة اليابان لدى جيبوتي. تقع السفارة في مدينة جيبوتي وهي تهدف لتعزيز المصالح اليابانية في جيبوتي.

## وصلات خارجية
- الموقع الرسمي
- قائمة سفارات اليابان
- قائمة السفارات في جيبوتي